# Kacagó sirály

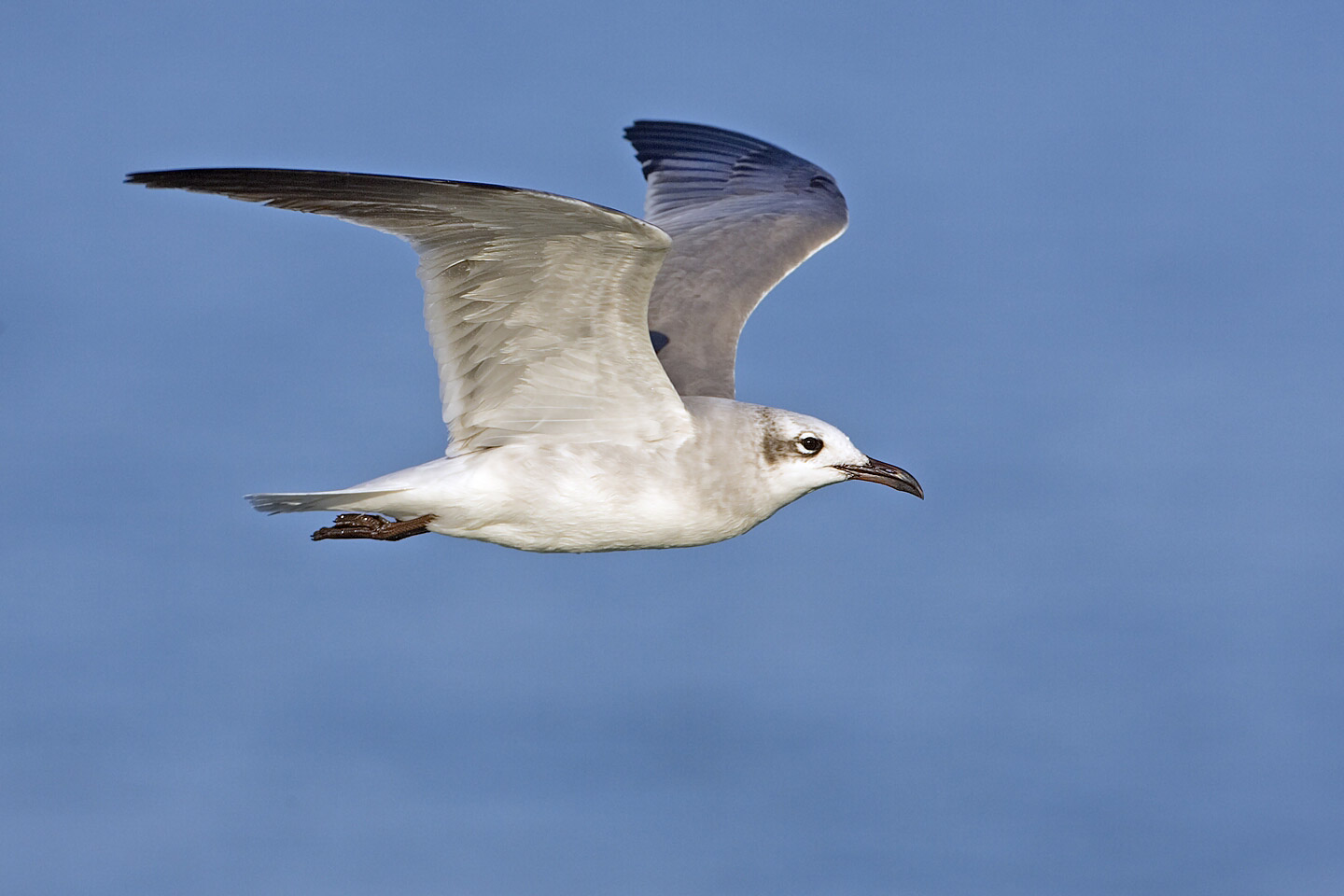
Őrjárat

A kacagó sirály (Leucophaeus atricilla) a madarak (Aves) osztályába a lilealakúak (Charadriiformes) rendjébe, ezen belül a sirályfélék (Laridae) családjába tartozó faj.
A régebbi rendszerbesorolások a Larus nembe sorolják Larus atricilla néven.

## Előfordulása
Amerikai Egyesült Államok keleti és déli részén, valamint a Kis- és Nagy-Antillákon költ, telelni délebbre költözik, eljut Peruig.

## Alfajai
- Leucophaeus atricilla megalopterus Bruch, 1855
- Leucophaeus atricilla atricilla Linnaeus, 1758

## Megjelenése
Testhossza 36–42 centiméter, szárnyfesztávolsága 100–110 centiméter. Nászidőszakban feje fekete, télen fehér. Fehér sáv van a szeme körül, szárnyai kékesszürkék, farka fekete. A fiatalok barnás színűek.
|  |  |

## Életmódja
Férgekkel és dögökkel táplálkozik de rájár a hulladékokra is.

## Szaporodása
Mocsarakban, tengerparton vagy szigeteken költenek. Csésze alakú fészküket bokrok közé készítik.
|  |